# 10-й стрелковый корпус
10-й стрелковый корпус — общевойсковое формирование (соединение, стрелковый корпус) РККА Вооружённых Сил СССР.
Сокращённое наименование — 10 ск.

## 1-е формирование

### История
Управление корпуса сформировано в июле 1922 года в Западно-Сибирском военном округе.
В 1923 году 10 ск, под командованием героя Октябрьской революции и гражданской войны П. Е. Дыбенко, был переведён в Московский военный округ. Штаб корпуса дислоцировался в Козлове (ноябрь 1923 — июнь 1924), Курске (июнь 1924 — 1937), Воронеже (1937 — сент. 1939).
Корпус принял участие в Зимней войне, действуя в составе 7-й армии в западной части Карельского перешейка.
После Советско-финляндской войны корпус был передислоцирован в Белорусский особый военный округ (Красное Урочище), а затем введён на территорию Литвы (Тельшяй).
В действующей армии во время ВОВ с 22 июня 1941 года по 7 сентября 1941 года.
Приграничное сражение в Литве и Латвии (1941)
На 22 июня 1941 года управление корпуса дислоцировалось в Варняй (Литва). Дивизии корпуса: правофланговая 10-я стрелковая дивизия занимала позиции по границе от Паланги до Швекшны, имея соседом справа части 67-ю стрелковую дивизию 27-й армии. Левофланговая 90-я стрелковая дивизия занимала оборону в 30 километров по фронту южнее до стыка со 125-й стрелковой дивизией 11-го стрелкового корпуса. 48-я стрелковая дивизия находилась на марше и на позиции на границе ещё не подошла. В составе корпуса было 25 480 человек, 453 орудия и миномёта, 12 лёгких танков.
Непосредственно против войск корпуса действовали войска 1-го, 26-го и 38-го армейских корпусов, а на крайнем левом фланге — танковые части 41-го моторизованного корпуса.
22 июня 1941 года немецкие войска в полосе корпуса нанесли два основных удара по его флангам: первый силами 291-й пехотной дивизии от Мемеля на Кретингу и Палангу и второй — силами 41-го моторизованного корпуса в стык корпуса со 125-й стрелковой дивизией 11-го стрелкового корпуса. В местах ударов оборона корпуса была быстро прорвана и части корпуса в первые часы войны были отрезаны с севера от 67-й стрелковой дивизии и с юга от 125-й стрелковой дивизии, и под напором немецких войск начали отход в направлении Елгавы. Собственно, и сам корпус оказался расчленённым — на 23 июня 1941 года разрыв между 10-й и 90-й стрелковыми дивизиями достиг 20 километров. Южнее 90-й дивизии вражеские войска устремились к Шяуляю. Поскольку в полосе действия войск корпуса давление несколько снизилось, части корпуса, вернее то, что от них осталось, к 26 июня 1941 года сравнительно организованно отошли на рубеж Мажейкяй — Куртувенай, а затем по приказу к Риге. К тому времени 90-я стрелковая дивизия практически перестала существовать и уже в Риге в состав корпуса была включена 22-я мотострелковая дивизия внутренних войск НКВД СССР. В течение трёх дней части корпуса вели бои за Ригу, однако 1 июля 1941 года окончательно оставили город.
Таллинская фронтовая оборонительная операция (1941)
К 6 июля 1941 года, сведённые под командование 10-го стрелкового корпуса остатки 10-й и 90-й стрелковых дивизий, сравнительно боеспособная 22-я дивизия НКВД, 11-я стрелковая дивизия, части Рижского ополчения, заняли оборону от Пярну до озера Выртсъярв с задачей не пропустить противника к Таллину. 8 июля 1941 года противник нанёс два удара в полосе корпуса — один на его левом фланге, в районе Вильянди, где держала оборону 22-я дивизия НКВД. Она оказала достойное сопротивление, но противник обошёл её с почти неприкрытых флангов и развил прорыв, куда была брошена резервная 11-я стрелковая дивизия. На правом фланге корпуса противник внезапно и практически без боя занял Пярну и бросил подвижные части на Таллин, прорвавшись в район Марьямаа, Лихула. Силы корпуса частично участвовали в отражении контрудара, а затем вели бои на рубеже: 10-я стрелковая дивизия Вяндра — Каансоо, Лепакозе, 22-я мотострелковая дивизия НКВД отражала атаки противника южнее Тюри. Немецкие войска возобновили наступление из района Вильянди, вклинившись между 10-м и 11-м стрелковым корпусом, однако войсками корпуса положение было восстановлено.
Вновь немецкие войска, сосредоточив силы, перешли в наступление 22 июля 1941 года и вновь основной удар наносился между двух корпусов 8-й армии. 22—25 июля 1941 года части корпуса ведут бои за Тюри, но вынуждены его оставить и отойти севернее. К 30 июля 1941 по приказу части корпуса отошли на 65—-70 километров и заняли позиции на рубеже южнее Раквере. C 31 июля 1941 года немецкие части, выйдя на подступы к Раквере, вновь развили наступление. Части корпуса через промежуточные рубежи обороны в Кеава и Вахасту отступали с боями, в конце концов к 7—10 августа 1941 года закрепившись на рубеже Рапла — Юуру — Хабая — Паункуля и далее на север к Финскому заливу. С 7 августа 1941 года части корпуса оказались отрезанными на северо-западе Эстонии. Он, хотя и являлся наиболее боеспособной единицей армии, имел некомплект в 50 % личного состава. В состав корпуса входили: пополненная 10-я стрелковая дивизия, 1-й латышский полк, 156-й стрелковый полк 16-й стрелковой дивизии и остатки 22-й мотострелковой дивизии НКВД. 8 августа 1941 года части корпуса нанесли контрудар вдоль берега Финского залива на восток с намерением соединиться с частями 11-го стрелкового корпуса, достигли некоторых успехов, но в связи с тем, что в это же время немецкие войска нанесли удар на восток, по ослабленному 11-му корпусу и последний отошёл, дальнейшее наступление корпуса было признано бесперспективным и корпус перешёл к обороне. До 19 августа 1941 года положение в полосе корпуса стабилизировалось.
Фактически при непосредственной обороне Таллина, корпус явился единственным его защитником; командир корпуса генерал-майор И. Ф. Николаев был назначен заместителем по сухопутной обороне ответственного за оборону города вице-адмирала В. Ф. Трибуца.
27 августа остатки корпуса были эвакуированы в Кронштадт (Таллинский переход), однако достигли Кронштадта отнюдь не все эвакуированные.
14 сентября 1941 года управление корпуса расформировано.

### Боевой состав
| Дата       | Фронт                 | Армия     | В составе (стрелковые)                                                                                  | Другие части, в том числе приданные | Примечания |
| ---------- | --------------------- | --------- | --- | --- | ---------- |
| 22.06.1941 | Северо-Западный фронт | 8-я армия | 10-я стрелковая дивизия 48-я стрелковая дивизия 90-я стрелковая дивизия                                 | 47-й корпусной артиллерийский полк 73-й корпусной артиллерийский полк 242-й отдельный зенитный артиллерийский дивизион 54-й отдельный батальон связи 80-й отдельный сапёрный батальон 13-я полевая касса Госбанка 245-я полевая почтовая станция | —          |
| 01.07.1941 | Северо-Западный фронт | 8-я армия | 10-я стрелковая дивизия 11-я стрелковая дивизия                                                         | 47-й корпусной артиллерийский полк 73-й корпусной артиллерийский полк 242-й отдельный зенитный артиллерийский дивизион 54-й отдельный батальон связи 80-й отдельный сапёрный батальон 13-я полевая касса Госбанка 245-я полевая почтовая станция | —          |
| 10.07.1941 | Северо-Западный фронт | 8-я армия | 10-я стрелковая дивизия 90-я стрелковая дивизия 22-я мотострелковая дивизия оперативных войск НКВД СССР | 47-й корпусной артиллерийский полк 73-й корпусной артиллерийский полк 242-й отдельный зенитный артиллерийский дивизион 54-й отдельный батальон связи 80-й отдельный сапёрный батальон 13-я полевая касса Госбанка 245-я полевая почтовая станция | —          |
| 01.08.1941 | Северный фронт        | 8-я армия | 10-я стрелковая дивизия 11-я стрелковая дивизия                                                         | 47-й корпусной артиллерийский полк 73-й корпусной артиллерийский полк 242-й отдельный зенитный артиллерийский дивизион 54-й отдельный батальон связи 80-й отдельный сапёрный батальон 13-я полевая касса Госбанка 245-я полевая почтовая станция | —          |
| 01.09.1941 | ?                     | ?         | — | — |            |

### Командование корпуса
Командиры (начдивы)
- Гайлит, Ян Петрович, (с 1922 по 09.1923)
- Дыбенко, Павел Ефимович, (с 05.1924 по 05.1925);[3][2]
- Болдин, Иван Васильевич, (с 24.06.1929 по 13.11.1929, врид) или (с 24.06.1929 по 01.05.1930, врид)
- Брянских, Пётр Алексеевич, (с 03.1932 по 03.1937)
- Батов, Павел Иванович, (с 08.08.1937 по 23.08.1938)
- Егоров, Евгений Арсентьевич, (с 18.08.1939 по 15.02.1940)
- Давидовский, Иван Елизарович, (с 15.02.1940 по 19.02.1940)
- Николаев, Иван Фёдорович, комдив, с 04.06.1940 генерал-майор (с 19.02.1940 по 14.09.1941);

Комиссары
Начальники штаба корпуса
- Соколов-Страхов, Константин Иванович c 6.1922 по 12.1923

Начальники артиллерии корпуса
- Оппман, Вацлав Максимилианович c января 1926 г. по 1938 г

## 2-е формирование

### История
В действующей армии с 13 октября 1942 года по 23 ноября 1942 года.
В корпус в начале октября 1942 года были объединены под общим командованием 59-я и 164-я стрелковые бригады и 275-я стрелковая дивизия.
Нальчикско-Орджоникидзевская операция
К 27 октября 1942 года корпус должен был занять оборону по восточному берегу реки Урух, от реки Терек до селения Чикола, прикрывая направление на Орджоникидзе. В ходе боёв корпус был разбит. 17 декабря 1942 года управление корпуса расформировано.

### Боевой состав
| Дата       | Фронт                                      | Армия      | В составе (стрелковые)                           | Другие части, в том числе приданные                                                         | Примечания |
| ---------- | ------------------------------------------ | ---------- | ------------------------------------------------ | ------------------------------------------------------------------------------------------- | ---------- |
| 01.11.1942 | Закавказский фронт (Северная группа войск) | 37-я армия | 59-я стрелковая бригада 164-я стрелковая бригада | 123-й отдельный батальон связи 121-я полевая касса Госбанка 2308-я полевая почтовая станция | -          |

### Командование (время)
- Ловягин, Пётр Ермолаевич, генерал-майор (с 13.10.1942 по 11.11.1942);
- Зубков, Михаил Константинович, полковник (с 12.11.1942 по 17.12.1942);

## 3-е формирование

### История
В действующей армии с 26 января 1943 года по 20 мая 1944 года и с 1 июля 1944 года по 9 мая 1945 года.
Краснодарская фронтовая наступательная операция (1943)
Миусско-Мариупольская фронтовая наступательная операция (1943)
Мелитопольская фронтовая наступательная операция (1943)
Крымская наступательная операция (8 апреля - 12 мая 1944)
Шяуляйская фронтовая наступательная операция (1944)
Рижская фронтовая наступательная операция (1944)
Мемельская наступательная операция (1944)
Курляндская наступательная операция (1945)

### Боевой состав
| Дата       | Фронт                                          | Армия      | В составе (стрелковые) | Другие части, в том числе приданные                                                                                       | Примечания |
| ---------- | ---------------------------------------------- | ---------- | --- | --- | ---------- |
| 01.02.1943 | Северо-Кавказский фронт                        | —          | 89-я стрелковая дивизия 59-я стрелковая бригада 62-я стрелковая бригада 164-я стрелковая бригада                                      | 123-й отдельный батальон связи 2308-я военно-почтовая станция                                                             | —          |
| 01.03.1943 | Северо-Кавказский фронт                        | —          | 59-я стрелковая бригада 62-я стрелковая бригада 164-я стрелковая бригада                                                              | 123-й отдельный батальон связи 2308-я военно-почтовая станция                                                             | -          |
| 01.04.1943 | Северо-Кавказский фронт                        | 58-я армия | 59-я стрелковая бригада 164-я стрелковая бригада 62-я морская стрелковая бригада                                                      | 123-й отдельный батальон связи 2308-я военно-почтовая станция                                                             | —          |
| 01.05.1943 | Северо-Кавказский фронт                        | —          | 55-я гвардейская стрелковая дивизия 328-я стрелковая дивизия 59-я стрелковая бригада 62-я стрелковая бригада 164-я стрелковая бригада | 123-й отдельный батальон связи 2308-я военно-почтовая станция                                                             | —          |
| 01.06.1943 | Северо-Кавказский фронт                        | 56-я армия | 216-я стрелковая дивизия 317-я стрелковая дивизия 328-я стрелковая дивизия                                                            | 123-й отдельный батальон связи 2308-я военно-почтовая станция                                                             | —          |
| 01.07.1943 | Северо-Кавказский фронт                        | 56-я армия | 216-я стрелковая дивизия 328-я стрелковая дивизия 62-я морская стрелковая бригада                                                     | 123-й отдельный батальон связи 2308-я военно-почтовая станция                                                             | —          |
| 01.08.1943 | Северо-Кавказский фронт                        | 56-я армия | 216-я стрелковая дивизия 257-я стрелковая дивизия 328-я стрелковая дивизия                                                            | 123-й отдельный батальон связи 2308-я военно-почтовая станция                                                             | —          |
| 01.09.1943 | Южный фронт                                    | 51-я армия | 216-я стрелковая дивизия 257-я стрелковая дивизия 328-я стрелковая дивизия                                                            | 123-й отдельный батальон связи 2308-я военно-почтовая станция                                                             | -          |
| 01.10.1943 | Южный фронт                                    | 51-я армия | 126-я стрелковая дивизия 257-я стрелковая дивизия 346-я стрелковая дивизия                                                            | 123-й отдельный батальон связи 2308-я военно-почтовая станция                                                             | —          |
| 01.11.1943 | 4-й Украинский фронт                           | 51-я армия | 216-я стрелковая дивизия 257-я стрелковая дивизия 346-я стрелковая дивизия                                                            | 123-й отдельный батальон связи 2308-я военно-почтовая станция                                                             | -          |
| 01.12.1943 | 4-й Украинский фронт                           | 51-я армия | 216-я стрелковая дивизия 257-я стрелковая дивизия 263-я стрелковая дивизия 346-я стрелковая дивизия                                   | 123-й отдельный батальон связи 2308-я военно-почтовая станция 85-й гв. гап РГК, 647-й пап РГК                             | -          |
| 01.01.1944 | 4-й Украинский фронт                           | 51-я армия | 216-я стрелковая дивизия 257-я стрелковая дивизия 263-я стрелковая дивизия 346-я стрелковая дивизия                                   | 123-й отдельный батальон связи 2308-я военно-почтовая станция 85-й гв. гап РГК, 647-й пап РГК                             | -          |
| 01.02.1944 | 4-й Украинский фронт                           | 51-я армия | 91-я стрелковая дивизия 216-я стрелковая дивизия 257-я стрелковая дивизия 263-я стрелковая дивизия                                    | 123-й отдельный батальон связи 2308-я военно-почтовая станция 85-й гв. гап РГК, 647-й пап РГК, 67-й гмп, 1246-й иптап РГК | -          |
| 01.03.1944 | 4-й Украинский фронт                           | 51-я армия | 216-я стрелковая дивизия 257-я стрелковая дивизия 279-я стрелковая дивизия                                                            | 123-й отдельный батальон связи 2308-я военно-почтовая станция                                                             | -          |
| 01.04.1944 | 4-й Украинский фронт                           | 51-я армия | 216-я стрелковая дивизия 257-я стрелковая дивизия 279-я стрелковая дивизия                                                            | 123-й отдельный батальон связи 2308-я военно-почтовая станция                                                             | -          |
| 01.05.1944 | 4-й Украинский фронт                           | 51-я армия | 91-я стрелковая дивизия 216-я стрелковая дивизия 257-я стрелковая дивизия                                                             | 123-й отдельный батальон связи 2308-я военно-почтовая станция                                                             | -          |
| 01.06.1944 | Резерв Ставки ВГК                              | 51-я армия | 91-я стрелковая дивизия 216-я стрелковая дивизия 257-я стрелковая дивизия                                                             | 123-й отдельный батальон связи 2308-я военно-почтовая станция                                                             | -          |
| 01.07.1944 | 1-й Прибалтийский фронт                        | 51-я армия | 91-я стрелковая дивизия 216-я стрелковая дивизия 257-я стрелковая дивизия                                                             | 123-й отдельный батальон связи 2308-я военно-почтовая станция                                                             | -          |
| 01.08.1944 | 1-й Прибалтийский фронт                        | 51-я армия | 77-я стрелковая дивизия 91-я стрелковая дивизия 257-я стрелковая дивизия                                                              | 123-й отдельный батальон связи 2308-я военно-почтовая станция                                                             | -          |
| 01.09.1944 | 1-й Прибалтийский фронт                        | 51-я армия | 91-я стрелковая дивизия 279-я стрелковая дивизия 347-я стрелковая дивизия                                                             | 123-й отдельный батальон связи 2308-я военно-почтовая станция 462-я полевая авторемонтная база                            | -          |
| 01.10.1944 | 1-й Прибалтийский фронт                        | 51-я армия | 91-я стрелковая дивизия 279-я стрелковая дивизия 347-я стрелковая дивизия                                                             | 123-й отдельный батальон связи 2308-я военно-почтовая станция 462-я полевая авторемонтная база                            | -          |
| 01.11.1944 | 1-й Прибалтийский фронт                        | 51-я армия | 87-я стрелковая дивизия 91-я стрелковая дивизия 279-я стрелковая дивизия 347-я стрелковая дивизия                                     | 123-й отдельный батальон связи 2308-я военно-почтовая станция 462-я полевая авторемонтная база                            | -          |
| 01.12.1944 | 1-й Прибалтийский фронт                        | 51-я армия | 87-я стрелковая дивизия 91-я стрелковая дивизия 279-я стрелковая дивизия 347-я стрелковая дивизия                                     | 123-й отдельный батальон связи 2308-я военно-почтовая станция 462-я полевая авторемонтная база                            | -          |
| 01.01.1945 | 1-й Прибалтийский фронт                        | 51-я армия | 91-я стрелковая дивизия 279-я стрелковая дивизия 347-я стрелковая дивизия                                                             | 123-й отдельный батальон связи 2308-я военно-почтовая станция 462-я полевая авторемонтная база                            | -          |
| 01.02.1945 | 1-й Прибалтийский фронт                        | 51-я армия | 77-я стрелковая дивизия 279-я стрелковая дивизия 347-я стрелковая дивизия                                                             | 123-й отдельный батальон связи 2308-я военно-почтовая станция 462-я полевая авторемонтная база                            | -          |
| 01.03.1945 | 2-й Прибалтийский фронт                        | 51-я армия | 91-я стрелковая дивизия 279-я стрелковая дивизия 347-я стрелковая дивизия                                                             | 123-й отдельный батальон связи 2308-я военно-почтовая станция 462-я полевая авторемонтная база                            | -          |
| 01.04.1945 | Ленинградский фронт (Курляндская группа войск) | 51-я армия | 91-я стрелковая дивизия 279-я стрелковая дивизия 347-я стрелковая дивизия                                                             | 123-й отдельный батальон связи 2308-я военно-почтовая станция 462-я полевая авторемонтная база                            | -          |
| 01.05.1945 | Ленинградский фронт (Курляндская группа войск) | 51-я армия | 91-я стрелковая дивизия 279-я стрелковая дивизия 347-я стрелковая дивизия                                                             | 123-й отдельный батальон связи 2308-я военно-почтовая станция 462-я полевая авторемонтная база                            | -          |

Награды частей корпусного подчинения:
- 123-й отдельный Митавский[4] батальон связи

### Командование
- ВрИД Айвазов, Александр Иванович, подполковник (с 26.01.1943 по 04.02.1943)
- Пыхтин, Александр Михайлович, генерал-майор (с 04.02.1943 по 17.03.1943)
- Неверов, Константин Павлович, полковник, с 21.04.1943 генерал-майор, (с 17.03.1943 по март 1948)
- Солдатов, Николай Лаврентьевич, генерал-майор, с 11.05.1949 генерал-лейтенант (с марта 1948 по октябрь 1951)
- Василевский, Леонид Дмитриевич, генерал-майор (с октября 1951 по октябрь 1952)
- Головской, Василий Сергеевич, генерал-майор (с октября 1952 по ноябрь 1955)
- Исаев, Михаил Александрович, генерал-майор (с января 1956 по октябрь 1957)
- Слюсаренко, Захар Карпович, генерал-майор танковых войск (с октября 1957 по июнь 1960)

## Известные люди связанные с корпусом (управление)
- Ермолин, Павел Андреевич — С октября 1928 года по апрель 1934 года служил начальником управления территориального округа  корпуса.  Впоследствии, советский военачальник, генерал-лейтенант.
- Семёнов, Николай Никонович — С июля по ноябрь 1940 года служил начальником  артиллерии корпуса. Впоследствии, советский военачальник, генерал-лейтенант.
- Собянин, Евгений Константинович — генерал-майор. С апреля 1947 года по июнь 1949 года  исполнял должность заместителя командира корпуса в г. Молотов.